# 康技燮
康 技燮（姜 技燮、カン・ギソプ、朝鮮語: 강기섭、生年不明 - 2017年1月）は、朝鮮民主主義人民共和国の軍人、政治家。民用航空総局総局長、朝鮮労働党中央委員会委員候補、最高人民会議代議員などを歴任した。朝鮮人民軍における軍事称号（階級）は少将。金正恩委員長の夫人である李雪主の親戚だったとの情報もある。

## 経歴
出生地や生年月日は不明。2005年に高麗航空などの民間航空部門を担当する民用航空総局の総局長に任命された。2009年3月8日に実施された最高人民会議第12期代議員選挙で代議員に選出され、同年9月28日に開催された朝鮮労働党第3回党代表者会で朝鮮労働党中央委員会委員候補に選出された。2011年12月17日に金正日総書記が死去した際には、国家葬儀委員会委員に選ばれた。
2014年3月9日に実施された最高人民会議第13期代議員選挙で代議員に再選され、2015年に金正恩第一書記が指導した、平壌国際空港の建設を指揮した。9月2日にはロシアのウラジオストクを訪問し、航空協力協定に署名した。2016年5月9日に開催された朝鮮労働党第7次大会で朝鮮労働党中央委員会委員候補に再選された。
2017年1月22日に金正恩委員長が康技燮の葬儀場を弔問したと報道された。日時や死因については報道されなかったが、デイリーNKによれば、国家保衛省から汚職の容疑で取り調べを受けたが、捜査での拷問により死亡したという。また、金正恩委員長が北朝鮮での権力序列100位以下の康の弔問に訪れたのは異例であり、金正日総書記や金正恩委員長、高位幹部のために、航空機で贅沢品などを輸送したことから特別な関係を築いていたという。1月24日に葬儀が行われ、黄炳瑞朝鮮人民軍総政治局長が哀悼の辞を読み、愛国烈士陵に埋葬された。